# Pontcirq
Pontcirq är en kommun i departementet Lot i regionen Occitanien i södra Frankrike. Kommunen ligger i kantonen Catus som tillhör arrondissementet Cahors. År 2022 hade Pontcirq 182 invånare.

## Befolkningsutveckling
Antalet invånare i kommunen Pontcirq
| Referens: INSEE |